# Friedrich Voigtländer

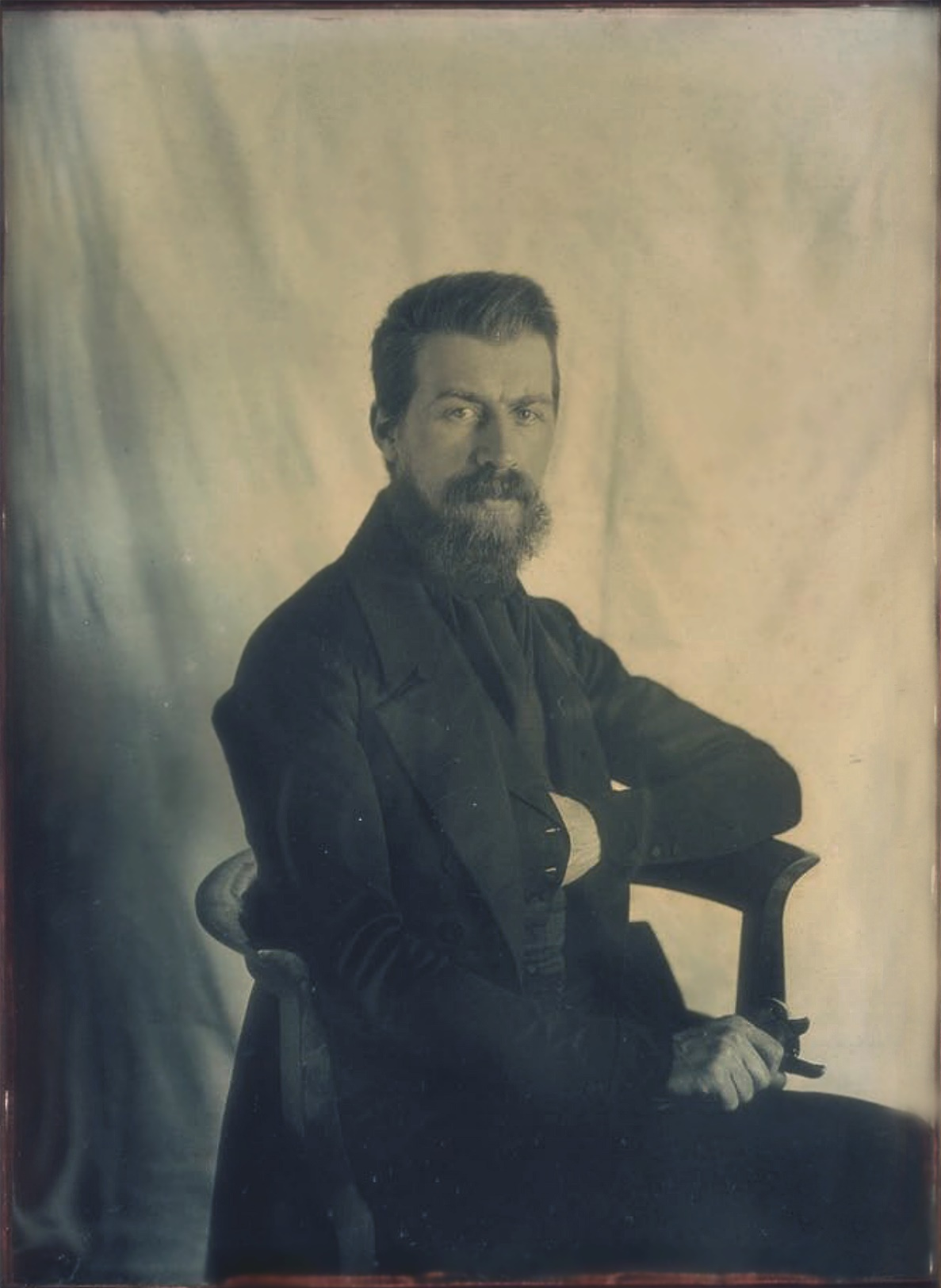
Friedrich Voigtlander vid 30 års ålder (daguerreotype av Johann Baptist Isenring, 1843).

Peter Wilhelm Friedrich Ritter von Voigtländer, född 17 november 1812 i Wien, död 8 april 1878 i Braunschweig, var en tysk-österrikisk optiker och fotopionjär.

## Biografi
Friedrich von Voigtländer byggde upp det av hans farfar Johann Christoph Voigtländer grundade företaget Voigtländer till att vara det ledande fotografiska företaget av sin tid.
Exponeringstiden för daguerreotyper kunde 1840 avsevärt förkortas med det första, av professor Josef Petzval vetenskapligt beräknade, porträttobjektivet. Voigtländer var först att använda det och gjorde det känt i hela Europa. Det nya objektivet hade 16-faldig ljusstyrka jämfört med de första daguerreotypkamerorna.
Samtidigt med linsen, och naturligtvis utrustade med denna, utvecklade Voigtländer också egen kamera för daguerreotyper. Den blev den första helt och hållet av metall och hade formen av en kon.
Den tidigaste egna fotografiet taget med Voigtländers kamera kom till i början av 1840-talet, troligen samtidigt som den schweiziska daguerreotypisten Johann Baptist Isenring (1796-1860) i februari 1843 uppvisade bilder tagna med Voigtländers kamera.
År 1845 gifte han sig med en dotter till en advokat i Braunschweig. Voigtländer adlades 1867 av kejsaren av Österrike och upphöjdes till riddare. År 1868 flyttade han sitt företag till sin hustrus hemstaden Braunschweig.
Voigtländers styvson, forskaren och kompositören Hans Sommer, grundade 1903,
tillsammans med Richard Strauss, Institutet för musikartister (AFMA), som är föregångare till det senare GEMA.